# Ōji Seishi
Ōji Seishi K.K. (jap. 王子製紙株式会社, Ōji Seishi Kabushiki kaisha, engl. Oji Paper Company, Limited) ist ein japanisches Unternehmen der Papier- und Verpackungsindustrie sowie Forstwirtschaft, das zur Ōji-Gruppe gehört. Neben der etwa gleich großen Nippon Paper Group ist es mit weitem Abstand vor den weiteren Mitbewerbern eines der größten seiner Art in Japan. Zum Unternehmen gehören zahlreiche Papiermühlen in Japan, mehrere Labore und auch ein forstwirtschaftliches Museum. Hauptsitz ist Chūō in der Präfektur Tokio.

## Geschäftsfelder
Die Geschäftsfelder der Gruppe sind Produktion, Weiterverarbeitung und Vertrieb von Druckpapier, Schreibpapier, Verpackungspapier, holzfreiem Papier, Haushaltsprodukten auf Cellulosefaserbasis, Kartonagen und Pappe, Kunststoffen, Thermopapier, selbstklebendem Papier, Wegwerfwindeln, Herstellung von Spezialchemikalien für die Papierproduktion und Verpackungsmaschinen, des Weiteren Leasing von Immobilien und Grundstücken des Unternehmens, Wiederaufforstungen in Japan und Übersee und nicht zuletzt Bewirtschaftung der unternehmenseigenen Forste.

## Geschichte
Das Unternehmen führt seine Geschichte auf die von Shibusawa Eiichi (1840–1931) am 12. Februar 1873 in Ōji, heute ein Stadtteil von Tokio, gegründete Shoshi Kaisha zurück. Shibusawa hatte 1876 zu den Begleitern einer offiziellen Delegation gehört, die unter Führung von Tokugawa Akitake, einem jüngeren Bruder des Shōgun Tokugawa Yoshinobu, zur Weltausstellung (Centennial Exhibition) in Philadelphia/USA und anschließend zur Weltausstellung 1878 nach Paris/Frankreich reiste. Auf dieser Reise in den Westen lernte er die modernen Methoden der industriellen Papierproduktion kennen. Shibusawa Eiichi begründete mit seinem Unternehmen die moderne industrielle Papierherstellung in Japan. Zwanzig Jahre später benannte er es nach seinem Gründungsort um. 1933 fusionierte Ōji Seishi mit Fuji Seishi K.K. (富士製紙株式会社) und Karafuto Kōgyō K.K. (樺太工業株式会社). Das daraus entstandene Unternehmen produzierte rund vier Fünftel allen in Japan hergestellten „Papiers nach westlicher Art“. Nach dem Zweiten Weltkrieg wurde Ōji Seishi aufgrund einer Regierungsverfügung (Excess Economic Powers Decentralization Act) zerschlagen in Tomakomai Seishi K.K. (苫小牧製紙株式会社, die heutige Ōji Seishi), Honshū Seishi K.K. (本州製紙株式会社) und Jūjō Seishi K.K. (十條製紙株式会社; das heutige Konkurrenzunternehmen Nippon Paper Group). In den Folgenden Jahrzehnten wuchs das Unternehmen durch Übernahmen, Beteiligungen, Joint-Ventures und Eröffnung weiterer Produktionsstätten im In- und Ausland zu seiner heutigen Größe heran. Zu den Übernahmen zählte 2005 der europäische Fotopapierhersteller Ilford Imaging Switzerland, in Deutschland die Kanzan Spezialpapiere GmbH in Düren, Hersteller von Inkjet- und Thermopapieren (Anteil: 94,7368 %).
2012 wurde die Unternehmensgruppe in die neugegründete Ōji Holdings überführt. – Im Asukayama-Park befindet sich das Papiermuseum Kami no hakubutsukan (紙の博物館) des Unternehmens.

## Sport
Das Unternehmen besitzt das 1925 gegründete Eishockeyteam Ōji Eagles.